# Tōkaidō-Hauptlinie (Tokio–Atami)
| Brücke über den Sagami |                   |                                     |                                     |
| |                   |                                     |                                     |
| Streckenlänge: | 104,6 km          |                                     |                                     |
| Spurweite: | 1067 mm (Kapspur) |                                     |                                     |
| Stromsystem: | 1500 V =          |                                     |                                     |
| Streckengeschwindigkeit: | 120 km/h          |                                     |                                     |
| Zweigleisigkeit: | ganze Strecke     |                                     |                                     |
| |                   |                                     |                                     |
| Gesellschaft: | JR East           |                                     |                                     |
| \| \| 0,0 \| Tokio (東京) 1914– \| Tokio (東京) 1914– \| \| \| \| → Keiyō-Linie \| 1990– \| \| \| \| Yūrakuchō (有楽町) \| \| \| \| \| → Yokosuka-Linie \| \| \| \| 1,9 \| Shimbashi (新橋) 1909– \| Shimbashi (新橋) 1909– \| \| \| \| → Tōkaidō-Güterlinie \| \| \| \| \| (zum Güterbahnhof Shiodome) \| \| \| \| \| Hamamatsuchō (浜松町) \| \| \| \| \| → Tōkyō Monorail \| 1964– \| \| \| \| Tamachi (田町) \| \| \| \| \| → Tōkaidō-Güterlinie \| \| \| \| \| \| \| \| \| \| \| \| \| \| \| Depot Tamachi \| \| \| \| 6,8 \| Shinagawa (品川) 1872– \| Shinagawa (品川) 1872– \| \| \| \| \| \| \| \| \| ↔ Keikyū-Hauptlinie \| 1904– \| \| \| \| ← Yamanote-Linie \| 1885– \| \| \| \| ← Hinkaku-Linie \| \| \| \| \| ← Tōkaidō-Shinkansen \| 1964– \| \| \| \| ← Ōimachi-Linie \| 1927– \| \| \| \| ↔ Rinkai-Linie \| 2002– \| \| \| \| Ōimachi (大井町) \| \| \| \| \| Ōmori (大森) \| \| \| \| \| Nomi-gawa \| \| \| \| \| Kamata (蒲田) \| \| \| \| \| \| \| \| \| \| Depot Kamata \| \| \| \| \| Tama-gawa \| \| \| \| 19,2 \| Kawasaki (川崎) 1872– \| Kawasaki (川崎) 1872– \| \| \| \| → Güterlinie \| \| \| \| \| ↔ Nambu-Linie \| 1927– \| \| \| \| → Tōkaidō-Güterlinie \| \| \| \| \| ← Hinkaku-Linie \| \| \| \| \| ← Musashino-Güterlinie \| \| \| \| \| Tsurumi-gawa \| \| \| \| \| Tsurumi (鶴見) \| \| \| \| \| → Tsurumi-Linie \| 1930– \| \| \| \| \| \| \| \| \| ← Tōkaidō-Güterlinie \| \| \| \| \| → Takashima-Linie \| \| \| \| \| \| \| \| \| \| Shin-Koyasu (新子安) \| \| \| \| \| ← Yokohama-Linie \| 1908– \| \| \| \| Bahnbetriebswerk Kamakura \| \| \| \| \| \| \| \| \| \| Higashi-Kanagawa (東神奈川) \| \| \| \| \| ← Tōyoko-Linie \| 1932– \| \| \| \| Keihin-Kanagawa (京浜神奈川) \| \| \| \| 28,1 \| Kanagawa (神奈川) 1872–1928 \| Kanagawa (神奈川) 1872–1928 \| \| \| \| → zum alten Bahnhof Yokohama \| \| \| \| \| \| \| \| \| 28,8 \| Yokohama (横浜) 1928– \| Yokohama (横浜) 1928– \| \| \| \| → Minatomirai-Linie \| 2004– \| \| \| \| → Negishi-Linie \| 1872– \| \| \| \| → Keikyū-Hauptlinie \| 1931– \| \| \| \| Hiranumabashi (平沼橋) \| \| \| \| 29,4 \| Hiranuma (平沼) –1915 \| Hiranuma (平沼) –1915 \| \| \| \| Nishi-Yokohama (西横浜) \| \| \| \| \| ← Sōtetsu-Hauptlinie \| 1933– \| \| \| \| Hodogaya (保土ケ谷) \| \| \| \| \| \| \| \| \| \| Ausweiche Gongen \| \| \| \| \| Yokohama-Yokosuka-Autobahn \| \| \| \| \| Shimizuyato-Tunnel \| \| \| \| \| ← Tōkaidō-Güterlinie \| \| \| \| \| Higashi-Totsuka (東戸塚) \| \| \| \| 37,0 \| Ausweiche Kawakami \| Ausweiche Kawakami \| \| \| \| \| \| \| \| 40,9 \| Totsuka (戸塚) 1887– \| Totsuka (戸塚) 1887– \| \| \| 43,6 \| Ausweiche Kubo \| –1921 \| \| \| \| → Negishi-Linie \| 1973– \| \| \| \| \| \| \| \| 46,5 \| Ōfuna (大船) 1888– \| Ōfuna (大船) 1888– \| \| \| \| \| \| \| \| \| → Yokosuka-Linie \| \| \| \| \| → Shōnan Monorail \| 1970– \| \| \| \| Depot Kamakura \| \| \| \| \| Katase-gawa \| \| \| \| \| → Enoshima-Dentetsu-Linie \| 1902– \| \| \| 51,1 \| Fujisawa (藤沢) 1887– \| Fujisawa (藤沢) 1887– \| \| \| \| ↔ Odakyū Enoshima-Linie \| 1928– \| \| \| 54,8 \| Tsujidō (辻堂) 1916– \| Tsujidō (辻堂) 1916– \| \| \| \| \| \| \| \| \| \| \| \| \| \| Abstellanlage Chigasaki \| \| \| \| \| ← Sagami-Linie \| 1921– \| \| \| 58,6 \| Chigasaki (茅ケ崎) 1898– \| Chigasaki (茅ケ崎) 1898– \| \| \| \| \| \| \| \| \| \| \| \| \| \| Shin-Shōnan-Autobahn \| \| \| \| \| Sagami-gawa \| \| \| \| 63,8 \| Hiratsuka (平塚) \| 1887– \| \| \| 65,7 \| Güterbahnhof Sagami \| Güterbahnhof Sagami \| \| \| \| Hanamizu-gawa \| \| \| \| 67,8 \| Ōiso (大磯) \| 1887– \| \| \| 73,1 \| Ninomiya (二宮) 1902– \| Ninomiya (二宮) 1902– \| \| \| \| ← Shōnan-Straßenbahn \| 1906–1937 \| \| \| 77,7 \| Kōzu (国府津) \| 1887– \| \| \| \| ← Gotemba-Linie \| 1889– \| \| \| \| Betriebswerk Kōzu \| \| \| \| 79,6 \| Güterbahnhof Seishō \| Güterbahnhof Seishō \| \| \| 80,8 \| Kamonomiya (鴨宮) \| 1923– \| \| \| \| ← Tōkaidō-Shinkansen \| 1964– \| \| \| \| Sakawa-gawa \| \| \| \| \| ← Daiyūzan-Linie \| 1935– \| \| \| \| Midorichō (緑町) \| \| \| \| \| ← Odakyū Odawara-Linie \| 1927– \| \| \| 83,9 \| Odawara (小田原) 1920– \| Odawara (小田原) 1920– \| \| \| \| \| \| \| \| \| \| \| \| \| \| \| \| \| \| \| Haya-kawa \| \| \| \| 86,0 \| Hayakawa (早川) 1922– \| Hayakawa (早川) 1922– \| \| \| \| (2 Tunnel) \| \| \| \| \| \| \| \| \| \| \| \| \| \| \| (2 Tunnel) \| \| \| \| 90,4 \| Nebukawa (根府川) 1922– \| Nebukawa (根府川) 1922– \| \| \| \| Shiraito-gawa \| \| \| \| \| (2 Tunnel) \| \| \| \| \| \| \| \| \| \| Manazuru-Tunnel (1710 m) \| \| \| \| \| \| \| \| \| 95,8 \| Manazuru (真鶴) \| 1922– \| \| \| \| (2 Tunnel) \| \| \| \| 99,1 \| Yugawara (湯河原) \| 1924– \| \| \| \| Chitose-gawa \| \| \| \| \| Izumigoe-Tunnel (2457 m) \| \| \| \| \| \| \| \| \| \| \| \| \| \| \| \| \| \| \| 104,6 \| Atami (熱海) \| 1925– \| \| \| \| \| \| \| \| \| \| \| \| \| \| Kinomiya (来宮) \| \| \| \| \| → Itō-Linie \| 1935– \| \| \| \| ↓ Tōkaidō-Shinkansen \| 1964– \| \| \| \| ↓ Tōkaidō-Hauptlinie nach Toyohashi \| \| |                   |                                     |                                     |
| | 0,0               | Tokio (東京) 1914–                  | Tokio (東京) 1914–                  |
| Strecke (im Tunnel) · Strecke · Strecke · Strecke |                   | → Keiyō-Linie                       | 1990–                               |
| Strecke (im Tunnel) · Haltepunkt / Haltestelle · Strecke · Strecke |                   | Yūrakuchō (有楽町)                  | Yūrakuchō (有楽町)                  |
| Strecke nach links (im Tunnel) · Kreuzung mit Tunnelstrecke · Kreuzung mit Tunnelstrecke · Kreuzung mit Tunnelstrecke · Strecke von rechts (im Tunnel) |                   | → Yokosuka-Linie                    | → Yokosuka-Linie                    |
| Strecke · Bahnhof (im Tunnel) | 1,9               | Shimbashi (新橋) 1909–              | Shimbashi (新橋) 1909–              |
| Strecke · Strecke · Strecke |                   | → Tōkaidō-Güterlinie                | → Tōkaidō-Güterlinie                |
| Strecke · Abzweig geradeaus und ehemals von links · Kreuzung geradeaus oben (Querstrecke außer Betrieb) · Abzweig quer und von links (Strecke außer Betrieb) |                   | (zum Güterbahnhof Shiodome)         | (zum Güterbahnhof Shiodome)         |
| Strecke · Strecke · Dienststation / Betriebs- oder Güterbahnhof (Strecke außer Betrieb) |                   | Hamamatsuchō (浜松町)               | Hamamatsuchō (浜松町)               |
| U-Bahn-Strecke nach links · Kreuzung mit U-Bahn geradeaus unten · Kreuzung mit U-Bahn geradeaus unten · Kreuzung mit U-Bahn geradeaus unten · Kreuzung mit U-Bahn geradeaus unten (Strecke geradeaus außer Betrieb) |                   | → Tōkyō Monorail                    | 1964–                               |
| Haltepunkt / Haltestelle · Strecke · Strecke · Strecke (außer Betrieb) |                   | Tamachi (田町)                      | Tamachi (田町)                      |
| Strecke · Strecke · Strecke · Strecke nach links (außer Betrieb) |                   | → Tōkaidō-Güterlinie                | → Tōkaidō-Güterlinie                |
| Strecke · Strecke · Strecke |                   |                                     |                                     |
| Strecke · Strecke · Strecke nach halblinks · Strecke nach halbrechts (im Tunnel) |                   |                                     |                                     |
| Tunnelende · Strecke · Blockstelle · Strecke von halblinks und Tunnelende · Strecke von halbrechts |                   | Depot Tamachi                       | Depot Tamachi                       |
| | 6,8               | Shinagawa (品川) 1872–              | Shinagawa (品川) 1872–              |
| Strecke · Strecke · Strecke |                   |                                     |                                     |
| Strecke nach links · Kreuzung geradeaus unten · Kreuzung geradeaus unten · Kreuzung geradeaus unten · Kreuzung geradeaus unten |                   | ↔ Keikyū-Hauptlinie                 | 1904–                               |
| Abzweig geradeaus und nach rechts · Strecke · Strecke · Strecke |                   | ← Yamanote-Linie                    | 1885–                               |
| Kreuzung geradeaus unten · Kreuzung geradeaus unten · Strecke nach rechts · Strecke |                   | ← Hinkaku-Linie                     | ← Hinkaku-Linie                     |
| Kreuzung geradeaus unten · Kreuzung geradeaus unten · Strecke quer · Strecke nach rechts |                   | ← Tōkaidō-Shinkansen                | 1964–                               |
| Strecke · Strecke |                   | ← Ōimachi-Linie                     | 1927–                               |
| Kreuzung geradeaus unten · Kreuzung geradeaus unten |                   | ↔ Rinkai-Linie                      | 2002–                               |
| Haltepunkt / Haltestelle · Strecke |                   | Ōimachi (大井町)                    | Ōimachi (大井町)                    |
| Haltepunkt / Haltestelle · ehemaliger Bahnhof |                   | Ōmori (大森)                        | Ōmori (大森)                        |
| Brücke über Wasserlauf · Brücke über Wasserlauf |                   | Nomi-gawa                           | Nomi-gawa                           |
| Haltepunkt / Haltestelle · Strecke |                   | Kamata (蒲田)                       | Kamata (蒲田)                       |
| |                   |                                     |                                     |
| Betriebsstelle Streckenanfang und quer · Abzweig geradeaus und nach rechts · Strecke |                   | Depot Kamata                        | Depot Kamata                        |
| Brücke über Wasserlauf · Brücke über Wasserlauf |                   | Tama-gawa                           | Tama-gawa                           |
| | 19,2              | Kawasaki (川崎) 1872–               | Kawasaki (川崎) 1872–               |
| Strecke · Strecke · Abzweig geradeaus und ehemals nach links |                   | → Güterlinie                        | → Güterlinie                        |
| Abzweig quer und nach rechts · Kreuzung geradeaus unten · Kreuzung geradeaus unten |                   | ↔ Nambu-Linie                       | 1927–                               |
| Strecke · Strecke · Strecke von links |                   | → Tōkaidō-Güterlinie                | → Tōkaidō-Güterlinie                |
| Strecke von rechts · Strecke · Strecke · Strecke |                   | ← Hinkaku-Linie                     | ← Hinkaku-Linie                     |
| Kreuzung geradeaus oben · Kreuzung geradeaus unten · Kreuzung geradeaus unten · Abzweig geradeaus und von rechts |                   | ← Musashino-Güterlinie              | ← Musashino-Güterlinie              |
| Brücke über Wasserlauf · Brücke über Wasserlauf · Brücke über Wasserlauf · Brücke über Wasserlauf |                   | Tsurumi-gawa                        | Tsurumi-gawa                        |
| Strecke · Haltepunkt / Haltestelle · Strecke · Blockstelle |                   | Tsurumi (鶴見)                      | Tsurumi (鶴見)                      |
| Strecke · Abzweig geradeaus und nach links · Kreuzung geradeaus unten · Kreuzung geradeaus unten |                   | → Tsurumi-Linie                     | 1930–                               |
| Strecke · Strecke |                   |                                     |                                     |
| Strecke · Strecke · Strecke · Tunnelanfang · Strecke |                   | ← Tōkaidō-Güterlinie                | ← Tōkaidō-Güterlinie                |
| Kreuzung mit Tunnelstrecke · Kreuzung mit Tunnelstrecke · Kreuzung mit Tunnelstrecke · Strecke nach rechts (im Tunnel) · Strecke nach links |                   | → Takashima-Linie                   | → Takashima-Linie                   |
| Strecke · Strecke nach links · Kreuzung geradeaus unten · Strecke von rechts |                   |                                     |                                     |
| Strecke · Haltepunkt / Haltestelle |                   | Shin-Koyasu (新子安)                | Shin-Koyasu (新子安)                |
| Kreuzung geradeaus unten · Kreuzung geradeaus unten · Abzweig geradeaus und von rechts |                   | ← Yokohama-Linie                    | 1908–                               |
| Strecke · Strecke · Strecke · Betriebsstelle Streckenanfang |                   | Bahnbetriebswerk Kamakura           | Bahnbetriebswerk Kamakura           |
| Strecke · Strecke |                   |                                     |                                     |
| Strecke · Strecke · Haltepunkt / Haltestelle |                   | Higashi-Kanagawa (東神奈川)         | Higashi-Kanagawa (東神奈川)         |
| Strecke von rechts · Strecke · Strecke · Strecke · Strecke von links |                   | ← Tōyoko-Linie                      | 1932–                               |
| Tunnelanfang · Strecke · Strecke · Strecke · ehemaliger Haltepunkt / Haltestelle |                   | Keihin-Kanagawa (京浜神奈川)        | Keihin-Kanagawa (京浜神奈川)        |
| Strecke (im Tunnel) · Strecke · ehemaliger Haltepunkt / Haltestelle · ehemaliger Haltepunkt / Haltestelle · Strecke | 28,1              | Kanagawa (神奈川) 1872–1928         | Kanagawa (神奈川) 1872–1928         |
| Strecke (im Tunnel) · Strecke · Abzweig geradeaus und ehemals nach links · Kreuzung (Querstrecke außer Betrieb) · Kreuzung (Querstrecke außer Betrieb) |                   | → zum alten Bahnhof Yokohama        | → zum alten Bahnhof Yokohama        |
| Strecke (im Tunnel) · Strecke · Strecke |                   |                                     |                                     |
| | 28,8              | Yokohama (横浜) 1928–               | Yokohama (横浜) 1928–               |
| Strecke nach links (im Tunnel) · Kreuzung mit Tunnelstrecke · Kreuzung mit Tunnelstrecke · Kreuzung mit Tunnelstrecke · Kreuzung mit Tunnelstrecke |                   | → Minatomirai-Linie                 | 2004–                               |
| Kopfbahnhof Streckenanfang · Strecke · Strecke · Strecke nach links · Kreuzung geradeaus unten |                   | → Negishi-Linie                     | 1872–                               |
| Strecke · Strecke · Strecke · Strecke nach links |                   | → Keikyū-Hauptlinie                 | 1931–                               |
| Haltepunkt / Haltestelle · Strecke · Strecke |                   | Hiranumabashi (平沼橋)              | Hiranumabashi (平沼橋)              |
| Strecke · Strecke · ehemaliger Bahnhof | 29,4              | Hiranuma (平沼) –1915               | Hiranuma (平沼) –1915               |
| Haltepunkt / Haltestelle · Strecke · Abzweig geradeaus und ehemals von links |                   | Nishi-Yokohama (西横浜)             | Nishi-Yokohama (西横浜)             |
| Abzweig ehemals geradeaus und nach rechts · Strecke · Strecke |                   | ← Sōtetsu-Hauptlinie                | 1933–                               |
| Blockstelle (Strecke außer Betrieb) · Haltepunkt / Haltestelle · Strecke |                   | Hodogaya (保土ケ谷)                 | Hodogaya (保土ケ谷)                 |
| Strecke |                   |                                     |                                     |
| ehemalige Blockstelle · Strecke |                   | Ausweiche Gongen                    | Ausweiche Gongen                    |
| |                   | Yokohama-Yokosuka-Autobahn          |                                     |
| Tunnel · Tunnel |                   | Shimizuyato-Tunnel                  | Shimizuyato-Tunnel                  |
| Strecke von halbrechts und Tunnelende · Strecke · Strecke |                   | ← Tōkaidō-Güterlinie                | ← Tōkaidō-Güterlinie                |
| Strecke · Haltepunkt / Haltestelle · Strecke |                   | Higashi-Totsuka (東戸塚)            | Higashi-Totsuka (東戸塚)            |
| Strecke · Strecke · ehemalige Blockstelle | 37,0              | Ausweiche Kawakami                  | Ausweiche Kawakami                  |
| Strecke |                   |                                     |                                     |
| Strecke | 40,9              | Totsuka (戸塚) 1887–                | Totsuka (戸塚) 1887–                |
| Strecke · ehemalige Blockstelle · Strecke | 43,6              | Ausweiche Kubo                      | –1921                               |
| Strecke · Strecke von links |                   | → Negishi-Linie                     | 1973–                               |
| Abzweig geradeaus und von links · Kreuzung geradeaus unten · Kreuzung geradeaus unten · Abzweig geradeaus und nach rechts |                   |                                     |                                     |
| Blockstelle | 46,5              | Ōfuna (大船) 1888–                  | Ōfuna (大船) 1888–                  |
| Strecke · Strecke · Strecke nach rechts · U-Bahn-Strecke |                   |                                     |                                     |
| Strecke · Strecke · Abzweig geradeaus und nach links · Strecke quer · U-Bahn-Kreuzung mit Eisenbahn geradeaus oben |                   | → Yokosuka-Linie                    | → Yokosuka-Linie                    |
| Strecke · Strecke · Strecke · U-Bahn-Strecke nach links |                   | → Shōnan Monorail                   | 1970–                               |
| Strecke · Strecke · Betriebsstelle Streckenende |                   | Depot Kamakura                      | Depot Kamakura                      |
| Brücke über Wasserlauf · Brücke über Wasserlauf |                   | Katase-gawa                         | Katase-gawa                         |
| Strecke · Strecke |                   | → Enoshima-Dentetsu-Linie           | 1902–                               |
| Kopfbahnhof Streckenanfang und quer | 51,1              | Fujisawa (藤沢) 1887–               | Fujisawa (藤沢) 1887–               |
| Kreuzung geradeaus unten · Kreuzung geradeaus unten · Abzweig nach links und nach rechts · Strecke quer |                   | ↔ Odakyū Enoshima-Linie             | 1928–                               |
| Strecke · Haltepunkt / Haltestelle | 54,8              | Tsujidō (辻堂) 1916–                | Tsujidō (辻堂) 1916–                |
| Strecke nach halblinks · Strecke nach halblinks |                   |                                     |                                     |
| Strecke von halbrechts und von halblinks · Strecke von halbrechts |                   |                                     |                                     |
| Betriebsstelle Streckenanfang · Strecke · Strecke |                   | Abstellanlage Chigasaki             | Abstellanlage Chigasaki             |
| Abzweig geradeaus und von rechts · Strecke · Strecke |                   | ← Sagami-Linie                      | 1921–                               |
| | 58,6              | Chigasaki (茅ケ崎) 1898–            | Chigasaki (茅ケ崎) 1898–            |
| Strecke |                   |                                     |                                     |
| |                   |                                     |                                     |
| |                   | Shin-Shōnan-Autobahn                |                                     |
| Brücke über Wasserlauf · Brücke über Wasserlauf |                   | Sagami-gawa                         | Sagami-gawa                         |
| Strecke · Bahnhof | 63,8              | Hiratsuka (平塚)                    | 1887–                               |
| Dienststation / Betriebs- oder Güterbahnhof · Strecke | 65,7              | Güterbahnhof Sagami                 | Güterbahnhof Sagami                 |
| Brücke über Wasserlauf · Brücke über Wasserlauf |                   | Hanamizu-gawa                       | Hanamizu-gawa                       |
| Strecke · Haltepunkt / Haltestelle | 67,8              | Ōiso (大磯)                         | 1887–                               |
| U-Bahn-Kopfbahnhof Streckenende und quer (Strecke außer Betrieb) · Strecke · Haltepunkt / Haltestelle | 73,1              | Ninomiya (二宮) 1902–               | Ninomiya (二宮) 1902–               |
| Strecke · Strecke |                   | ← Shōnan-Straßenbahn                | 1906–1937                           |
| Blockstelle · Bahnhof | 77,7              | Kōzu (国府津)                       | 1887–                               |
| Abzweig quer und von links · Kreuzung geradeaus unten und rechts · Abzweig geradeaus und nach rechts |                   | ← Gotemba-Linie                     | 1889–                               |
| Betriebsstelle Streckenende · Strecke · Strecke |                   | Betriebswerk Kōzu                   | Betriebswerk Kōzu                   |
| Dienststation / Betriebs- oder Güterbahnhof · Strecke | 79,6              | Güterbahnhof Seishō                 | Güterbahnhof Seishō                 |
| Strecke · Haltepunkt / Haltestelle | 80,8              | Kamonomiya (鴨宮)                   | 1923–                               |
| Strecke von halbrechts · Strecke · Strecke |                   | ← Tōkaidō-Shinkansen                | 1964–                               |
| Brücke über Wasserlauf · Brücke über Wasserlauf · Brücke über Wasserlauf |                   | Sakawa-gawa                         | Sakawa-gawa                         |
| Kreuzung geradeaus oben · Kreuzung geradeaus oben · Kreuzung geradeaus oben · Strecke von rechts |                   | ← Daiyūzan-Linie                    | 1935–                               |
| Strecke · Haltepunkt / Haltestelle |                   | Midorichō (緑町)                    | Midorichō (緑町)                    |
| Kreuzung geradeaus oben · Strecke von rechts |                   | ← Odakyū Odawara-Linie              | 1927–                               |
| | 83,9              | Odawara (小田原) 1920–              | Odawara (小田原) 1920–              |
| Strecke |                   |                                     |                                     |
| Tunnel · Tunnel · Tunnel |                   |                                     |                                     |
| Kreuzung geradeaus oben · Strecke nach rechts · Strecke |                   |                                     |                                     |
| Brücke über Wasserlauf · Brücke über Wasserlauf |                   | Haya-kawa                           | Haya-kawa                           |
| Tunnel · Haltepunkt / Haltestelle | 86,0              | Hayakawa (早川) 1922–               | Hayakawa (早川) 1922–               |
| Tunnel · Tunnel |                   | (2 Tunnel)                          | (2 Tunnel)                          |
| Tunnel · Tunnel |                   |                                     |                                     |
| Tunnel · Strecke |                   |                                     |                                     |
| Tunnelanfang · Tunnel |                   | (2 Tunnel)                          | (2 Tunnel)                          |
| Tunnelende · Bahnhof | 90,4              | Nebukawa (根府川) 1922–             | Nebukawa (根府川) 1922–             |
| Brücke über Wasserlauf · Brücke über Wasserlauf |                   | Shiraito-gawa                       | Shiraito-gawa                       |
| Tunnelanfang · Tunnel |                   | (2 Tunnel)                          | (2 Tunnel)                          |
| |                   |                                     |                                     |
| Tunnel · Tunnel (Strecke außer Betrieb) |                   | Manazuru-Tunnel (1710 m)            | Manazuru-Tunnel (1710 m)            |
| |                   |                                     |                                     |
| Haltepunkt / Haltestelle | 95,8              | Manazuru (真鶴)                     | 1922–                               |
| Tunnel |                   | (2 Tunnel)                          | (2 Tunnel)                          |
| Strecke von halbrechts und Tunnelende · Haltepunkt / Haltestelle | 99,1              | Yugawara (湯河原)                   | 1924–                               |
| Brücke über Wasserlauf · Brücke über Wasserlauf |                   | Chitose-gawa                        | Chitose-gawa                        |
| Tunnelanfang · Tunnel |                   | Izumigoe-Tunnel (2457 m)            | Izumigoe-Tunnel (2457 m)            |
| Strecke (im Tunnel) · Tunnel |                   |                                     |                                     |
| Tunnelende · Tunnel |                   |                                     |                                     |
| Tunnel · Tunnel |                   |                                     |                                     |
| | 104,6             | Atami (熱海)                        | 1925–                               |
| Strecke |                   |                                     |                                     |
| Tunnel · Tunnel · Tunnel |                   |                                     |                                     |
| Strecke · Blockstelle · Haltepunkt / Haltestelle |                   | Kinomiya (来宮)                     | Kinomiya (来宮)                     |
| Strecke · Strecke · Strecke nach links |                   | → Itō-Linie                         | 1935–                               |
| Strecke · Strecke |                   | ↓ Tōkaidō-Shinkansen                | 1964–                               |
| Strecke |                   | ↓ Tōkaidō-Hauptlinie nach Toyohashi | ↓ Tōkaidō-Hauptlinie nach Toyohashi |

Dieser Artikel beschreibt den in der Region Kantō gelegenen Teil der Tōkaidō-Hauptlinie, einer der wichtigsten Bahnstrecken Japans. Die kapspurige Teilstrecke ist 104,6 km lang und wird von der Bahngesellschaft JR East betrieben. Von Tokio aus führt sie über Kawasaki, Yokohama und Odawara nach Atami. Durchquert werden die Präfekturen Tokio und Kanagawa, der Endpunkt befindet sich in der Präfektur Shizuoka. Der Abschnitt zwischen Tokio und Yokohama ist die älteste Bahnstrecke Japans.
Die allgemeinen Merkmale und die Geschichte der Gesamtstrecke Tokio–Kōbe werden im Hauptartikel behandelt. Weitere Teilstrecken:
- Tōkaidō-Hauptlinie (Atami–Toyohashi)
- Tōkaidō-Hauptlinie (Toyohashi–Maibara)
- Biwako-Linie (Maibara–Kyōto)
- JR Kyōto-Linie (Kyōto–Osaka)
- JR Kōbe-Linie (Osaka–Kōbe)

## Streckenbeschreibung
Östlicher Ausgangspunkt ist der 1914 eröffnete Bahnhof Tokio. Im Stadtzentrum verläuft die Doppelspur der Tōkaidō-Hauptlinie parallel zu jenen der Yamanote-Linie und der Keihin-Tōhoku-Linie sowie zu jener der Tōkaidō-Shinkansen; die Yokosuka-Linie wird darunter in einem Tunnel geführt. Knapp südlich von Shimbashi zweigte eine kurze Stichstrecke zum Güterbahnhof Shiodome ab. Dieser war von 1872 bis 1914 der erste Hauptbahnhof Tokios gewesen und diente danach bis 1986 noch dem Güterverkehr.
Im Bereich von Hamamatsuchō verläuft rund einen Kilometer weit auch die Tōkyō Monorail parallel zur Strecke. Nach Shinagawa wird die Trasse der Keikyū-Hauptlinie unterquert. Südlich davon zweigen die Yamanote-Linie, die überwiegend von der Yokosuka-Linie und von  der Shōnan-Shinjuku-Linie genutzte Hinkaku-Linie und die Tōkaidō-Shinkansen nach Westen ab, während die Keihin-Tōhoku-Linie weiterhin parallel zur Tōkaidō-Hauptlinie verläuft. Beide überqueren bei Ōimachi die Rinkai-Linie. Die 519 m lange, im Jahr 1971 neu gebaute Rokugōgawa-Brücke leitet die Strecke über den Fluss Tama, der gleichzeitig die Grenze zwischen den Präfekturen Tokio und Kanagawa bildet.
Nach Verlassen des Bahnhofs Kawasaki wird die Tōkaidō-Hauptlinie von der Nambu-Linie und der Musashino-Güterlinie überspannt. Im Bereich der Flussquerung des Tsurumi verläuft sie ein Stück weit parallel zur Tōkaidō-Güterlinie, die vor allem dazu dient, den Güterverkehr aus dem Zentrum von Yokohama fernzuhalten. Anschließend wechselt sie mittels eines Überwerfungsbauwerks auf die andere Seite der Keihin-Tōhoku-Linie. Ab der Tsurumi-Brücke gibt es auch eine Parallelführung der Yokosuka-Linie. Der Bahnhof Yokohama befindet sich seit 1928 am heutigen Standort. Zuvor war der näher beim Hafen gelegene Bahnhof Sakuragichō der Hauptbahnhof der Stadt und der südliche Endpunkt der 1872 eröffneten ersten Strecke gewesen; die meisten Züge mussten dort Kopf machen.
Ab Yokohama besteht eine Parallelführung mit der Shōnan-Shinjuku-Linie. Der südwestlich des Stadtzentrums gelegene und 1887 eröffnete Shimizuyato-Tunnel ist der älteste noch in Betrieb befindliche Bahntunnel Japans. Kurz darauf trifft die Strecke erneut auf die Tōkaidō-Güterlinie, vor Ōfuna auch auf die Negishi-Linie, während die Yokosuka-Linie dort abzweigt. Nach Fujisawa wird der Sagami überbrückt. Hier verlässt die Tōkaidō-Hauptlinie die Kantō-Ebene und erreicht den Küstenstreifen zwischen dem Ōiso-Hügelzug und der Sagami-Bucht.
Ab Kōzu verkehrten die Züge einst über die heutige Gotemba-Linie, um nach Westen zu gelangen. Die direkte Streckenführung über Odawara entstand erst vier Jahrzehnte später. In Odawara endet auch die Parallelführung mit der Shōnan-Shinjuku-Linie und die Züge der Tōkaidō-Hauptlinie bedienen nun sämtliche Bahnhöfe. Die Streckenführung entlang der Sagami-Bucht ist hier – bedingt durch die Lage am Ostrand des Hakone-Bergmassivs – kurvenreich und weist zahlreiche Tunnel auf. Die beiden längsten sind der Manazuru-Tunnel (1710 m) und der neben der Tōkaidō-Shinkansen verlaufende Izumigoe-Tunnel (2457 m). Dazwischen wird die Grenze zur Präfektur Shizuoka passiert. Nach dem Bahnhof Atami endet der Zuständigkeitsbereich von JR East; für den westlich anschließenden Teil über Shizuoka und Nagoya nach Maibara ist JR Central zuständig.

## Züge
Personenzüge hielten an der Tōkaidō-Hauptlinie einst an jedem Bahnhof, was zusammen mit dem Fernverkehr zunehmend zu Überlastungen führte. In der Metropolregion Tokio wurde der kleinräumige Nahverkehr deshalb nach und nach auf andere, überwiegend parallel verlaufende Linien übertragen, die über eigene Gleise verfügen. Es sind dies die Yamanote-Linie im Zentrum Tokios, die Keihin-Tōhoku-Linie zwischen Tokio und Yokohama sowie die Yokosuka-Linie zwischen Tokio und Ōfuna.
Die meisten Nahverkehrszüge, deren Endstation früher der Bahnhof Tokio war, verkehren seit 2015 weiter auf der Ueno-Tokio-Linie, einer Viaduktstrecke über den Gleisen der Schnellfahrstrecke Tōhoku-Shinkansen zum Bahnhof Ueno. Sie werden dadurch mit Strecken im nördlichen Teil der Metropolregion verknüpft. Der überregionale Fernverkehr wird auf der Tōkaidō-Shinkansen abgewickelt, der Schienengüterverkehr durch JR Freight überwiegend auf der Tōkaidō-Güterlinie.
Heute dient die Tōkaidō-Hauptlinie überwiegend dem beschleunigten Pendlerverkehr über mittlere Entfernungen. Es verkehren in dichtem Takt zwei verschieden Eilzüge, die nicht an allen Bahnhöfen halten:
- Rapid Acty (快速アクティー; Kaisoku akutī) von Tokio nach Atami
- Commuter Rapid (通勤快速; Tsūkin Kaisoku) von Tokio nach Odawara

Hinzu kommen die Shōnan Liner (Eilzüge während der Verkehrsspitze mit reservierten Sitzplätzen), touristische Ausflugszüge, der zwischen Tokio und der Izu-Halbinsel verkehrende Regionalschnellzug Odoriko sowie die Nachtzüge Sunrise Izumo und Sunrise Seto.

## Galerie

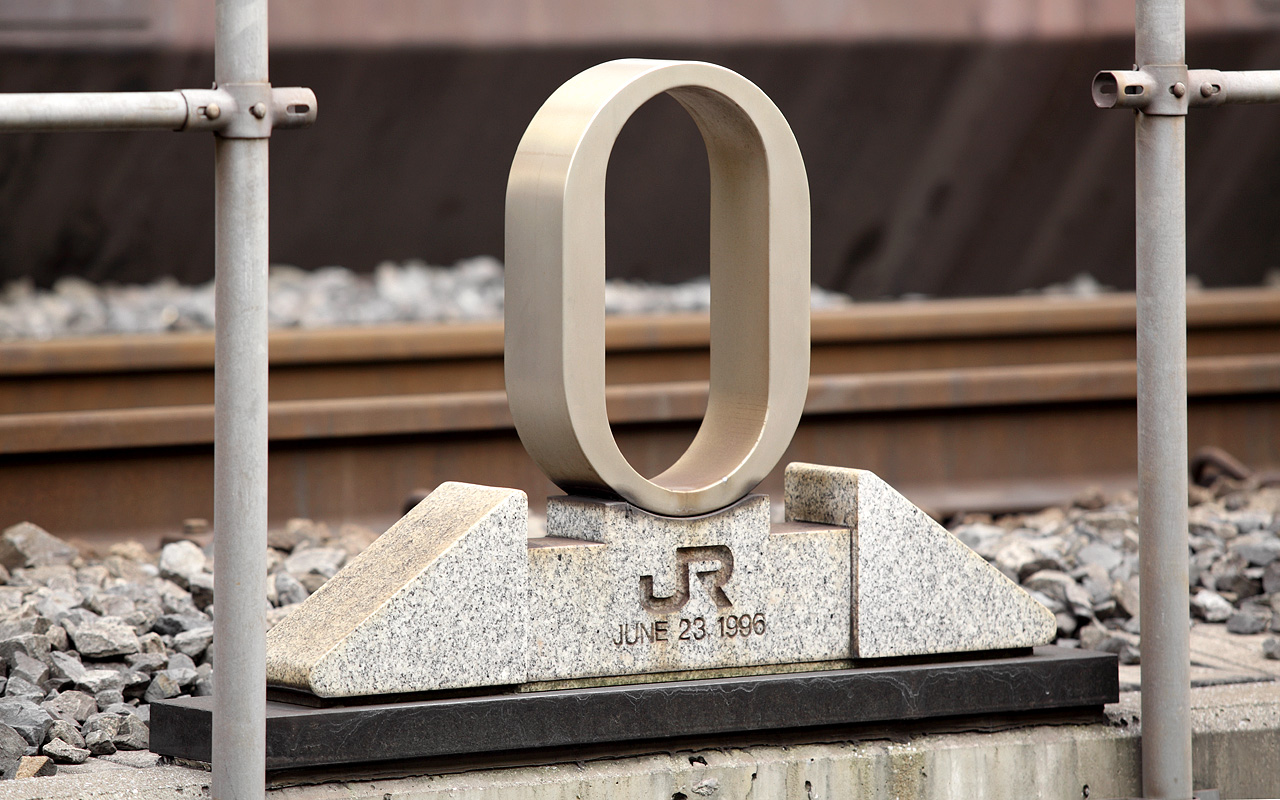
Kilometer null im Bahnhof Tokio
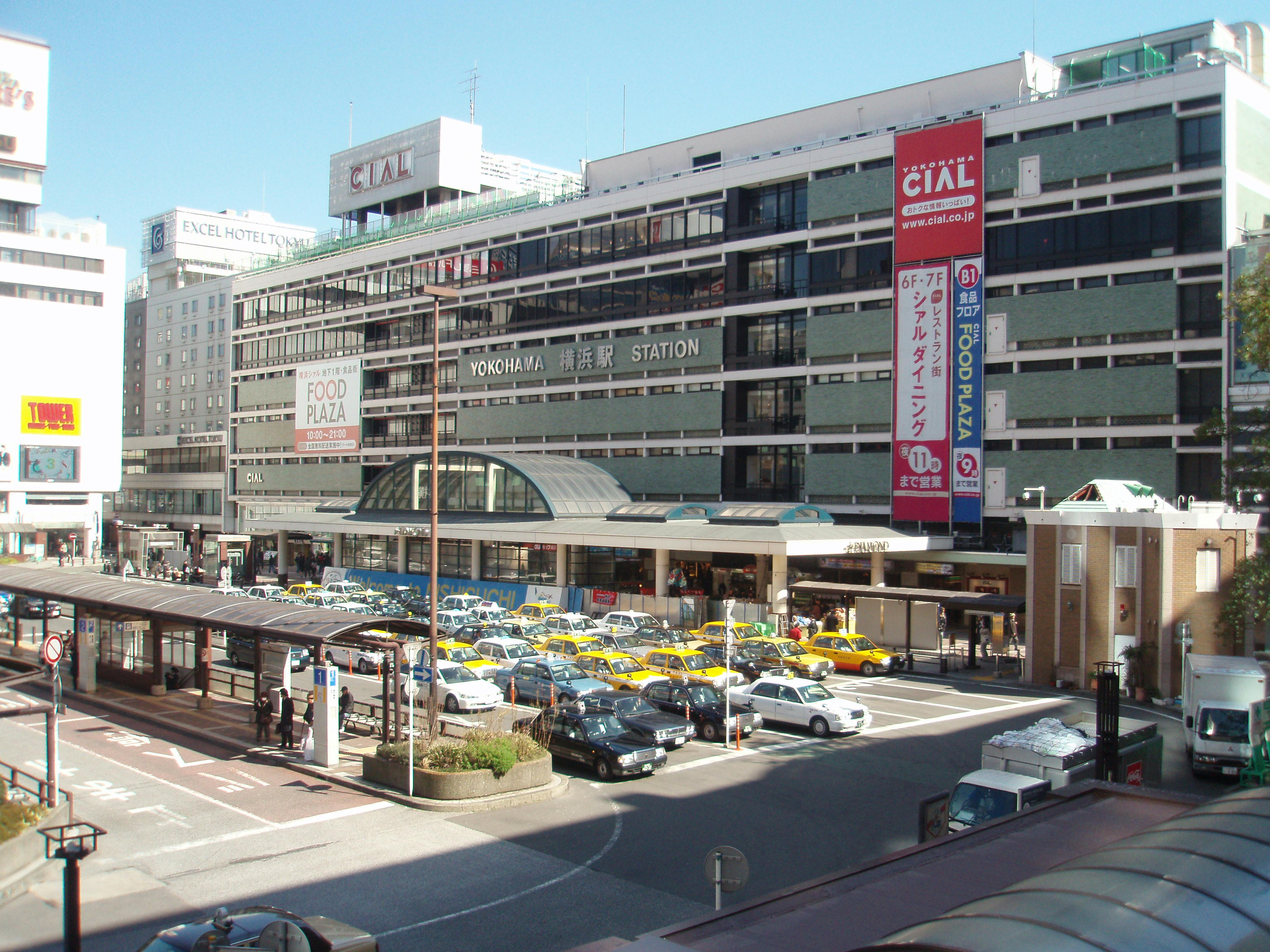
Bahnhof Yokohama
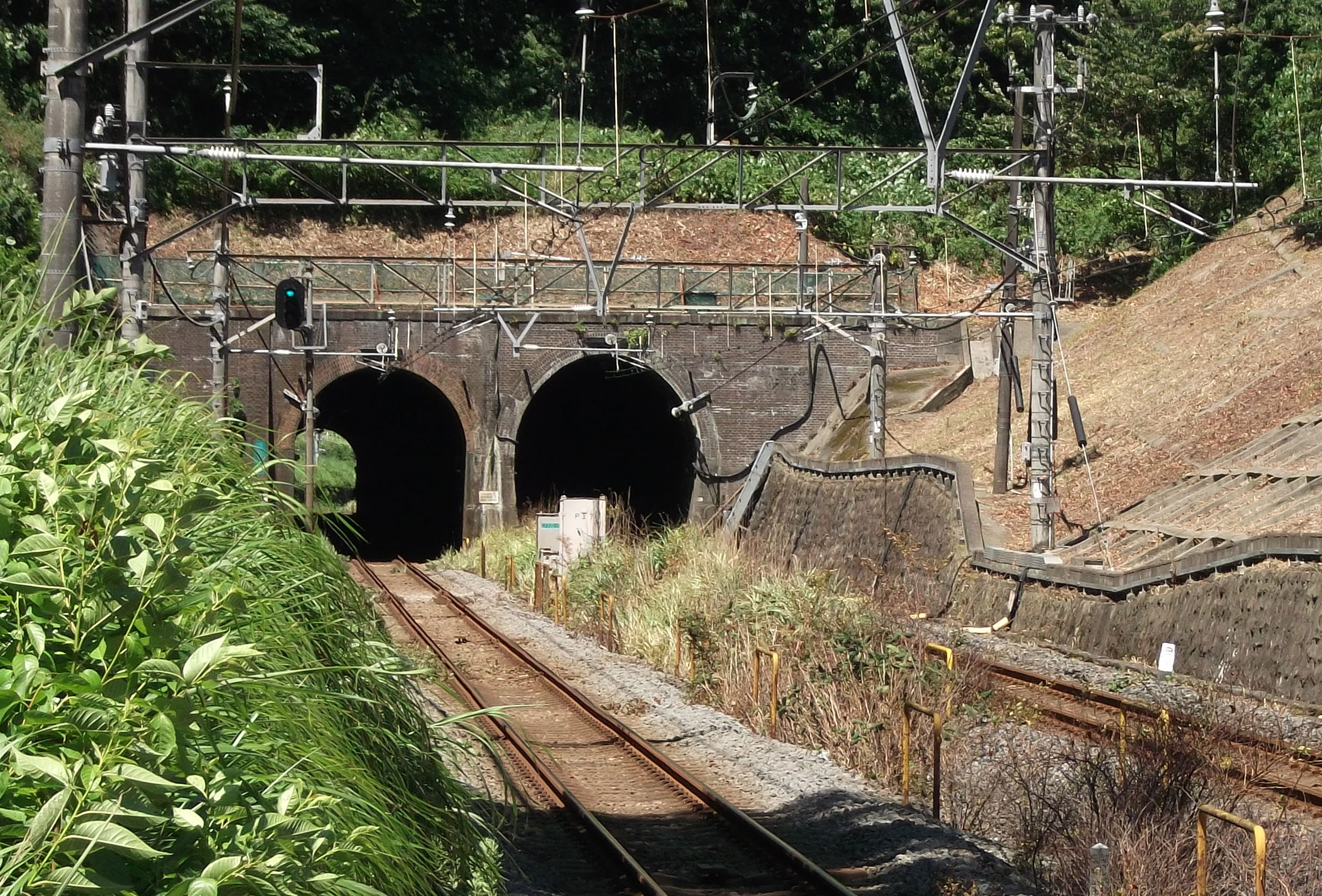
Shimizuyato-Tunnel
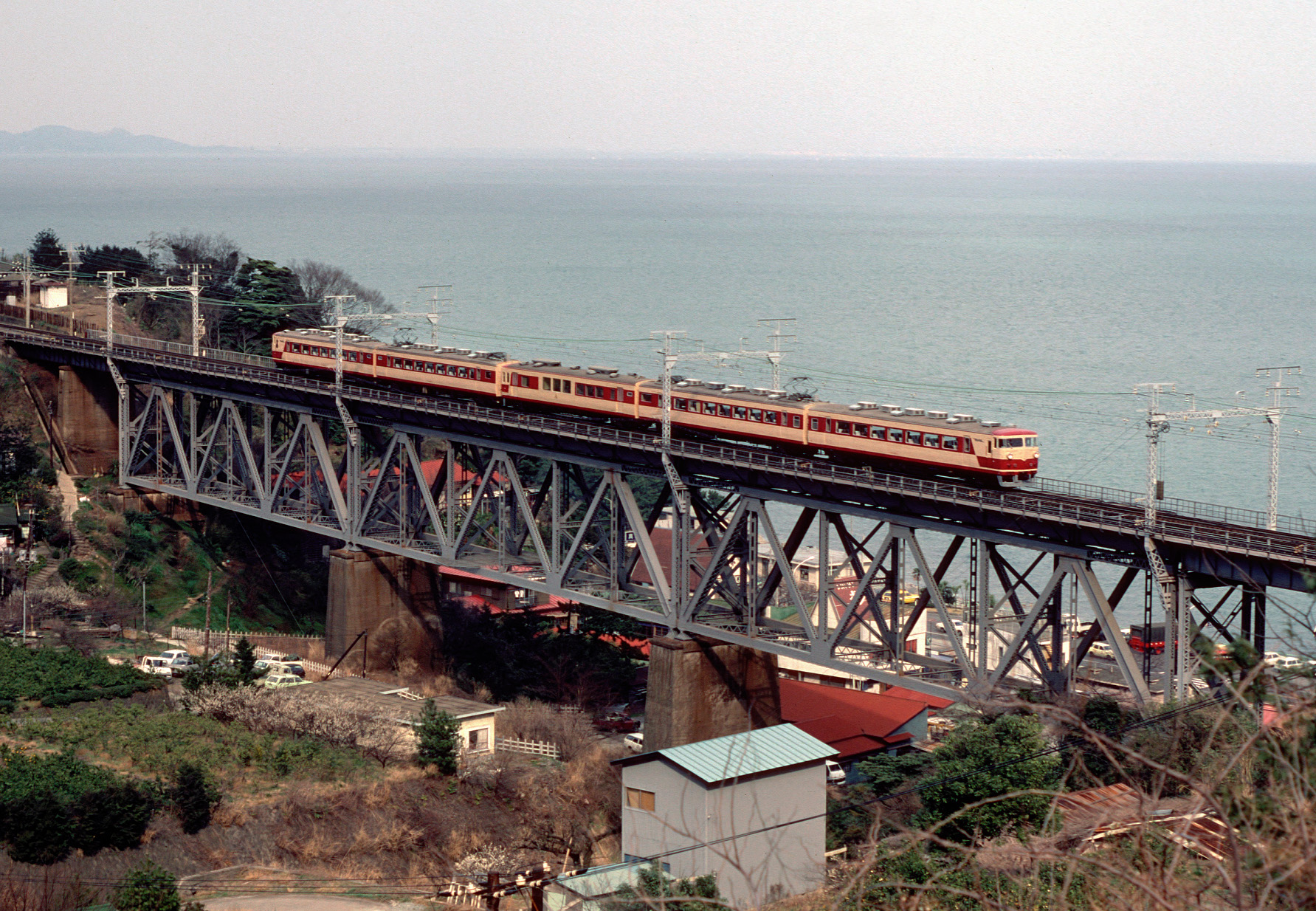
Shiraito-Brücke
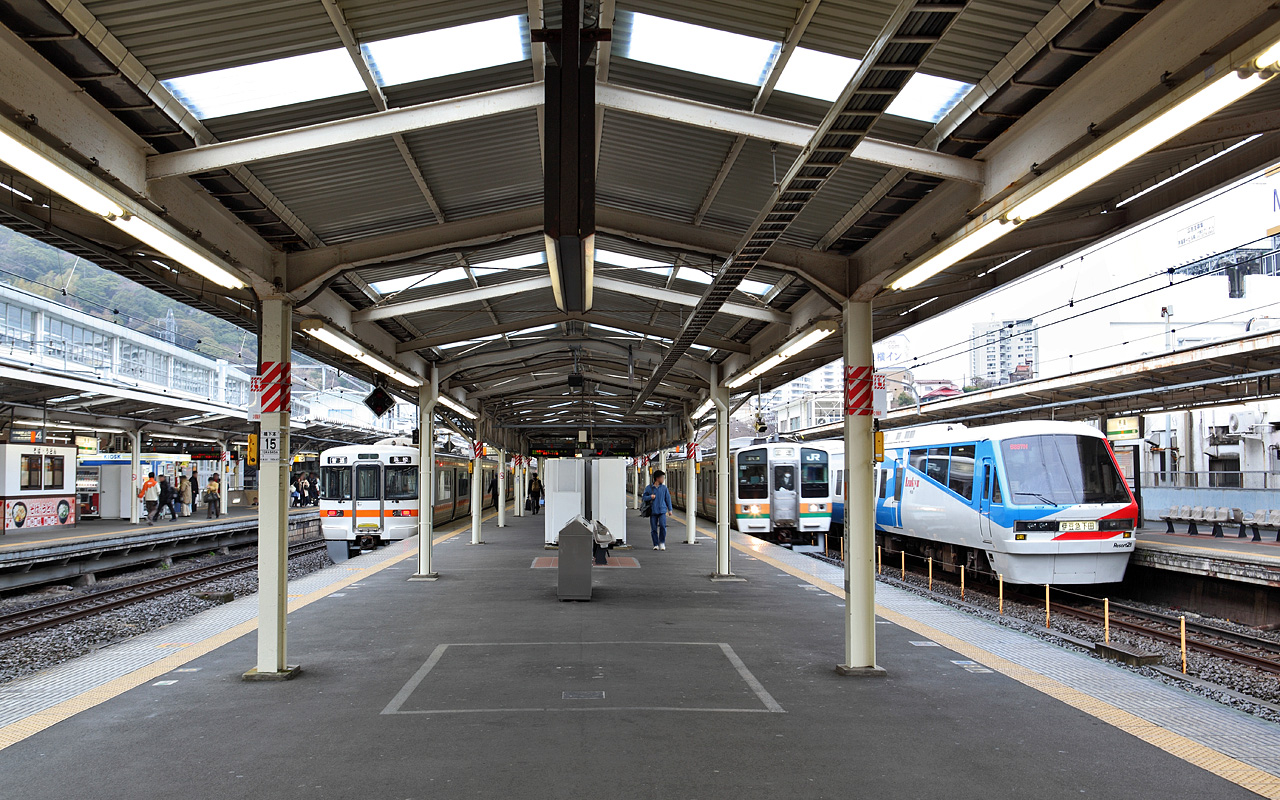
Bahnhof Atami

## Chronologie wichtiger Ereignisse
- 12. Juni 1872: Eröffnung der Strecke Shinagawa – Yokohama (heute Sakuragichō)
- 14. Oktober 1872: Eröffnung der Strecke Shimbashi (später Shiodome) – Shinagawa
- 15. September 1873: Aufnahme des Güterverkehrs
- 1. Dezember 1876: zweites Gleis zwischen Shimbashi und Shinagawa
- 1. März 1879: zweites Gleis zwischen Ōmori und Kawasaki
- 1. November 1879: zweites Gleis zwischen Kawasaki und Tsurumi
- 14. November 1880: zweites Gleis zwischen Shinagawa und Ōmori
- 4. Mai 1881: zweites Gleis zwischen Tsurumi und Yokohama; Doppelspurausbau Tokio – Yokohama abgeschlossen
- 11. Juli 1887: Eröffnung der Strecke Yokohama (Sakuragichō) – Kōzu
- 1. Februar 1889: Eröffnung der Strecke Kōzu – Gotemba – Numazu (entspricht der heutigen Gotemba-Linie) und Weiterführung nach Westen
- 16. April 1889: durchgehende Verbindung Tokio – Kōbe fertiggestellt
- 1. April 1895: Einführung der Streckenbezeichnung Tōkaidō-Linie (Tōkaidō-sen)
- 1. August 1898: zweites Gleis zwischen Yokohama (Sakuragichō) und Ōfuna; Eröffnung der Abkürzungsstrecke zwischen Kanagawa und Hodogaya
- 15. Dezember 1898: zweites Gleis zwischen Ōfuna und Chigasaki
- 5. August 1899: zweites Gleis zwischen Hiratsuka und Kōzu
- 29. April 1900: zweites Gleis zwischen Chigasaki und Hiratsuka; Doppelspurausbau Yokohama – Kōzu abgeschlossen
- 12. Oktober 1909: Einführung der Streckenbezeichnung Tōkaidō-Hauptlinie (Tōkaidō-honsen)
- 20. Dezember 1914: Eröffnung des Bahnhofs Tokio (neuer Endpunkt); Nutzung des alten Bahnhofs Shimbashi als Güterbahnhof Shiodome; zwischen Tokio und Yokohama Eröffnung der parallel verlaufenden Keihin-Tōhoku-Linie mit elektrischen Vorortsverkehr
- 15. August 1915: Eröffnung des neuen Bahnhofs Yokohama (beim heutigen U-Bahnhof Takashimachō)
- 1. April 1918: Baubeginn des Tanna-Tunnels
- 21. Oktober 1920: Eröffnung der Strecke Kōzu – Odawara; temporäre Bezeichnung: Atami-Linie (Atami-sen)
- 21. Dezember 1922: Eröffnung der Strecke Odawara – Manazuru (Atami-Linie)
- 1. September 1923: Zerstörung des Bahnhofs Yokohama im Großen Kantō-Erdbeben; Wiederaufnahme des Verkehrs am 28. Oktober 1923
- 1. September 1923: der durch das Erdbeben ausgelöste Eisenbahnunfall von Nebukawa fordert 112 Menschenleben
- 1. Oktober 1924: Eröffnung der Strecke Manazuru – Yugawara (Atami-Linie)
- 25. März 1925: Eröffnung der Strecke Yugawara – Atami
- 13. Dezember 1925: Elektrifizierung der Strecke Yokohama – Kōzu
- 23. Dezember 1925: Elektrifizierung der zwischen Tokio und Yokohama teilweise parallel verlaufenden Yokosuka-Linie
- 1. Februar 1926: Elektrifizierung der Strecke Kōzu – Odawara (Atami-Linie)
- 5. Februar 1928: Elektrifizierung der Strecke Odawara – Atami (Atami-Linie)
- 15. Oktober 1928: Eröffnung des Bahnhofs Yokohama am heutigen Standort
- 1. Dezember 1934: Eröffnung der Strecke Atami – Numazu und des Tanna-Tunnels (elektrifizierte Doppelspur); Integration der Atami-Linie in die Tōkaidō-Hauptlinie; Umweg über Gotemba entfällt (Auslagerung als Gotemba-Linie)
- 19. Mai 1964: Übertragung der Strecke Yokohama – Sakuragichō an die Negishi-Linie
- 1. Oktober 1980: Eröffnung der Tunnelstrecke der Yokosuka-Linie zwischen Tokio und Shinagawa sowie einer separaten Doppelspur zwischen Shinagawa und Ōfuna
- 1. September 1986: Stilllegung des Güterbahnhofs Shiodome und der Zufahrtsstrecke; damit verschwindet Tokios erster Hauptbahnhof endgültig
- 1. April 1987: Privatisierung der Japanischen Staatsbahn und Übertragung der Tōkaidō-Hauptlinie sowie ihrer Parallel- und Zweiglinien zwischen Tokio und Atami an die neu gegründete JR East
- 1. Dezember 2001: Eröffnung einer separaten Doppelspur für die Shōnan-Shinjuku-Linie zwischen Yokohama und Ōfuna
- 14. März 2015: Eröffnung der Ueno-Tokio-Linie; ermöglicht die Verknüpfung der Tōkaidō-Hauptlinie mit der Tōhoku-Hauptlinie, der Jōban-Linie und der Takasaki-Linie

## Liste der Bahnhöfe
RA = Rapid Acty; Ts = Tsūkin-kaisoku (Commuter Rapid); Ka = Kaisoku (Rapid); Tk = Tokubetsu-kaisoku (Special Rapid)
↑SSL = Shōnan-Shinjuku-Linie
| Name | Name               | km    | RA | Ts | Ka   | Tk   | Anschlusslinien | Lage   | Ort            | Präfektur |
| ---- | ------------------ | ----- | -- | -- | ---- | ---- | --- | ------ | -------------- | --------- |
| JT01 | Tokio (東京)       | 000,0 | ●  | ●  | ↑SSL | ↑SSL | Tōhoku-Shinkansen Tōkaidō-Shinkansen Jōetsu-Shinkansen Hokuriku-Shinkansen Ueno-Tokio-Linie Tōhoku-Hauptlinie (Utsunomiya-Linie) Keihin-Tōhoku-Linie Yamanote-Linie Yokosuka-Linie Chūō-Hauptlinie (Chūō-Schnellbahn) Sōbu-Hauptlinie (Sōbu-Schnellbahn) Keiyō-Linie U-Bahn Tokio: Marunouchi-Linie | Koord. | Chiyoda, Tokio | Tokio     |
| JT02 | Shimbashi (新橋)   | 001,9 | ●  | ●  | ↑SSL | ↑SSL | Yurikamome U-Bahn Tokio: Asakusa-Linie, Ginza-Linie | Koord. | Minato, Tokio  | Tokio     |
| JT03 | Shinagawa (品川)   | 006,8 | ●  | ●  | ↑SSL | ↑SSL | Tōkaidō-Shinkansen Yamanote-Linie Yokosuka-Linie Keikyū-Hauptlinie | Koord. | Minato, Tokio  | Tokio     |
| JT04 | Kawasaki (川崎)    | 018,2 | ●  | ǀ  | ↑SSL | ↑SSL | Nambu-Linie im Bhf. Keikyū Kawasaki: Keikyū-Hauptlinie Keikyū Daishi-Linie | Koord. | Kawasaki       | Kanagawa  |
| JT05 | Yokohama (横浜)    | 028,8 | ●  | ǀ  | ●    | ●    | Keihin-Tōhoku-Linie Negishi-Linie Shōnan-Shinjuku-Linie Yokosuka-Linie Tōyoko-Linie Keikyū-Hauptlinie Sōtetsu-Hauptlinie U-Bahn Yokohama: Blaue Linie Minatomirai-Linie | Koord. | Yokohama       | Kanagawa  |
| JT06 | Totsuka (戸塚)     | 040,9 | ●  | ǀ  | ●    | ●    | U-Bahn Yokohama: Blaue Linie | Koord. | Yokohama       | Kanagawa  |
| JT07 | Ōfuna (大船)       | 046,5 | ●  | ●  | ●    | ●    | Negishi-Linie Yokosuka-Linie Shōnan Monorail | Koord. | Kamakura       | Kanagawa  |
| JT08 | Fujisawa (藤沢)    | 051,1 | ●  | ●  | ●    | ●    | Odakyū Enoshima-Linie Enoshima-Dentetsu-Linie | Koord. | Fujisawa       | Kanagawa  |
| JT09 | Tsujidō (辻堂)     | 054,8 | ǀ  | ǀ  | ●    | ǀ    | | Koord. | Fujisawa       | Kanagawa  |
| JT10 | Chigasaki (茅ケ崎) | 058,6 | ●  | ●  | ●    | ●    | Sagami-Linie | Koord. | Chigasaki      | Kanagawa  |
| JT11 | Hiratsuka (平塚)   | 063,8 | ●  | ●  | ●    | ●    | | Koord. | Hiratsuka      | Kanagawa  |
| JT12 | Ōiso (大磯)        | 067,8 | ǀ  | ǀ  | ●    | ǀ    | | Koord. | Ōiso           | Kanagawa  |
| JT13 | Ninomiya (二宮)    | 073,1 | ǀ  | ǀ  | ●    | ǀ    | | Koord. | Ninomiya       | Kanagawa  |
| JT14 | Kōzu (国府津)      | 077,7 | ●  | ●  | ●    | ●    | Gotemba-Linie | Koord. | Odawara        | Kanagawa  |
| JT15 | Kamonomiya (鴨宮)  | 080,8 | ǀ  | ǀ  | ●    | ǀ    | | Koord. | Odawara        | Kanagawa  |
| JT16 | Odawara (小田原)   | 083,9 | ●  | ●  | ●    | ●    | Tōkaidō-Shinkansen Shōnan-Shinjuku-Linie Odakyū Odawara-Linie Hakone-Tozan-Linie Daiyūzan-Linie | Koord. | Odawara        | Kanagawa  |
| JT17 | Hayakawa (早川)    | 086,0 | ●  |    |      |      | | Koord. | Odawara        | Kanagawa  |
| JT18 | Nebukawa (根府川)  | 090,4 | ●  |    |      |      | | Koord. | Odawara        | Kanagawa  |
| JT19 | Manazuru (真鶴)    | 095,8 | ●  |    |      |      | | Koord. | Manazuru       | Kanagawa  |
| JT20 | Yugawara (湯河原)  | 099,1 | ●  |    |      |      | | Koord. | Yugawara       | Kanagawa  |
| JT21 | Atami (熱海)       | 104,6 | ●  |    |      |      | Tōkaidō-Shinkansen Tōkaidō-Hauptlinie (Atami–Toyohashi) Itō-Linie | Koord. | Atami          | Shizuoka  |